# Élections municipales de 2020 dans le Bas-Rhin
Les élections municipales de 2020 dans le Bas-Rhin ont lieu le 15 mars 2020 avec un second tour initialement prévu le 22 mars. Comme dans le reste de la France, le report du second tour est annoncé en pleine crise sanitaire liée à la propagation du coronavirus (Covid-19). Le 22 mai, le Premier ministre Édouard Philippe annonce la tenue du second tour le 28 juin, date réversible suivant l'évolution de la pandémie sur le territoire national.

## Maires sortants et maires élus
La droite reste largement dominante dans le département. Déjà affaiblie par les pertes de Schweighouse-sur-Moder, Vendenheim et surtout Schiltigheim lors du précédent renouvellement, la gauche perd encore du terrain en cédant Erstein, Illkirch-Graffenstaden et Ostwald au profit de candidats centristes et divers. Malgré une division périlleuse dans son camp au deuxième tour, la candidate d'Europe Écologie Les Verts permet toutefois à la gauche de conserver Strasbourg.
| Commune                | Population 2017 | Maire sortant        | Parti | Parti | Maire élu              | Parti | Parti |
| ---------------------- | --------------- | -------------------- | ----- | ----- | ---------------------- | ----- | ----- |
| Barr                   | 7 238           | Gilbert Scholly      |       | DVD   | Nathalie Ernst         |       | DVD   |
| Benfeld                | 5 753           | Jacky Wolfarth       |       | DVC   | Jacky Wolfarth         |       | DVC   |
| Bischheim              | 17 093          | Jean-Louis Hoerle    |       | DVD   | Jean-Louis Hoerle      |       | DVD   |
| Bischwiller            | 12 538          | Jean-Lucien Netzer   |       | DVC   | Jean-Lucien Netzer     |       | DVC   |
| Brumath                | 9 986           | Étienne Wolf         |       | DVD   | Étienne Wolf           |       | DVD   |
| Drusenheim             | 5 154           | Jacky Keller         |       | DVD   | Jacky Keller           |       | DVD   |
| Eckbolsheim            | 6 857           | André Lobstein       |       | DVD   | André Lobstein         |       | DVD   |
| Erstein                | 10 630          | Jean-Marc Willer     |       | DVG   | Michel Andreu Sanchez  |       | DVC   |
| Eschau                 | 5 303           | Yves Sublon          |       | DVD   | Yves Sublon            |       | DVD   |
| Fegersheim             | 5 737           | Thierry Schaal       |       | DVD   | Thierry Schaal         |       | DVD   |
| Geispolsheim           | 7 540           | Sébastien Zaegel     |       | UMP   | Jean-Michel Schaeffer  |       | DVD   |
| Haguenau               | 34 504          | Claude Sturni        |       | DVD   | Claude Sturni          |       | DVD   |
| Hœnheim                | 11 215          | Vincent Debes        |       | DVC   | Vincent Debes          |       | DVC   |
| Illkirch-Graffenstaden | 26 780          | Claude Froehly       |       | DVG   | Thibaud Phillips       |       | DVC   |
| Lingolsheim            | 18 324          | Yves Bur             |       | UMP   | Catherine Graef-Eckert |       | DVD   |
| Molsheim               | 9 312           | Laurent Furst        |       | DVD   | Laurent Furst          |       | DVD   |
| Mutzig                 | 6 011           | Jean-Luc Schickele   |       | DVD   | Jean-Luc Schickele     |       | DVD   |
| Oberhausbergen         | 5 381           | Cécile Delattre      |       | DVD   | Cécile Delattre        |       | DVD   |
| Obernai                | 11 279          | Bernard Fischer      |       | DVD   | Bernard Fischer        |       | DVD   |
| Ostwald                | 12 604          | Jean-Marie Beutel    |       | DVG   | Fabienne Baas          |       | Div   |
| Val-de-Moder           | 5 096           | Jean-Denis Erdelin   |       | DVD   | Jean-Denis Erdelin     |       | DVD   |
| Reichshoffen           | 5 396           | Hubert Walter        |       | DVD   | Hubert Walter          |       | DVD   |
| Rosheim                | 5 149           | Michel Herr          |       | DVD   | Michel Herr            |       | DVD   |
| Saverne                | 11 239          | Stéphane Leyenberger |       | DVD   | Stéphane Leyenberger   |       | DVD   |
| Schiltigheim           | 31 894          | Danielle Dambach     |       | ECO   | Danielle Dambach       |       | ECO   |
| Sélestat               | 19 252          | Marcel Bauer         |       | DVD   | Marcel Bauer           |       | DVD   |
| Strasbourg             | 280 966         | Roland Ries          |       | DVG   | Jeanne Barseghian      |       | EÉLV  |
| Vendenheim             | 5 664           | Philippe Pfrimmer    |       | DVD   | Philippe Pfrimmer      |       | DVD   |
| La Wantzenau           | 5 841           | Patrick Depyl        |       | DVD   | Patrick Depyl          |       | DVD   |
| Wasselonne             | 5 652           | Michèle Eschlimann   |       | DVD   | Michèle Eschlimann     |       | DVD   |
| Wissembourg            | 7 537           | Christian Gliech     |       | DVC   | Sandra Fischer-Junck   |       | Div   |

## Résultats en nombre de maires
| Étiquette    | Étiquette                         | Maires sortants | Maires élus | Évolution     |
| ------------ | --------------------------------- | --------------- | ----------- | ------------- |
|              | Union pour un mouvement populaire | 2               | 0           | 2             |
|              | Divers droite                     | 20              | 22          | 2             |
| Total droite | Total droite                      | 22              | 22          | en stagnation |
|              | Divers centre                     | 4               | 5           | 1             |
| Total centre | Total centre                      | 4               | 5           | 1             |
|              | Divers gauche                     | 4               | 0           | 4             |
|              | ECO                               | 1               | 1           | en stagnation |
|              | Europe Écologie Les Verts         | 0               | 1           | 1             |
| Total gauche | Total gauche                      | 5               | 2           | 3             |
|              | Div                               | 0               | 2           | 2             |
| Total        | Total                             | 31              | 31          | en stagnation |

## Résultats dans les communes de plus de5 000 habitants

### Barr
- Maire sortant : Gilbert Scholly (DVD)
- 29 sièges à pourvoir au conseil municipal (population légale 2017 : 7 238 habitants)
- 12 sièges à pourvoir au conseil communautaire (CC du Pays de Barr)

|                          |                          |                          |              |              |        |        |  |  |  |
| Tête de liste            | Tête de liste            | Liste                    | Premier tour | Premier tour | Sièges | Sièges |  |  |  |
| Tête de liste            | Tête de liste            | Liste                    | Voix         | %            | CM     | CC     |  |  |  |
|                          | Nathalie Ernst           | DVD                      | 1 364        | 80,47        | 27     | 11     |  |  |  |
|                          | Pierre-Yves Zuber        | RN                       | 331          | 19,52        | 2      | 1      |  |  |  |
|                          |                          |                          |              |              |        |        |  |  |  |
| Exprimés                 | Exprimés                 | Exprimés                 | 1 695        | 96,14        |        |        |  |  |  |
| Votes blancs             | Votes blancs             | Votes blancs             | 22           | 1,25         |        |        |  |  |  |
| Votes nuls               | Votes nuls               | Votes nuls               | 46           | 2,61         |        |        |  |  |  |
| Total                    | Total                    | Total                    | 1 763        | 100          | 29     | 12     |  |  |  |
| Abstention               | Abstention               | Abstention               | 2 830        | 61,62        |        |        |  |  |  |
| Inscrits / participation | Inscrits / participation | Inscrits / participation | 4 593        | 38,38        |        |        |  |  |  |

### Benfeld
- Maire sortant : Jacky Wolfarth (DVC)
- 29 sièges à pourvoir au conseil municipal (population légale 2017 : 5 753 habitants)
- 6 sièges à pourvoir au conseil communautaire (CC du Canton d'Erstein)

|                          |                          |                          |              |              |        |        |  |  |  |
| Tête de liste            | Tête de liste            | Liste                    | Premier tour | Premier tour | Sièges | Sièges |  |  |  |
| Tête de liste            | Tête de liste            | Liste                    | Voix         | %            | CM     | CC     |  |  |  |
|                          | Jacky Wolfarth           | DVC                      | 602          | 100,00       | 29     | 6      |  |  |  |
|                          |                          |                          |              |              |        |        |  |  |  |
| Exprimés                 | Exprimés                 | Exprimés                 | 602          | 86,87        |        |        |  |  |  |
| Votes blancs             | Votes blancs             | Votes blancs             | 45           | 6,49         |        |        |  |  |  |
| Votes nuls               | Votes nuls               | Votes nuls               | 46           | 6,64         |        |        |  |  |  |
| Total                    | Total                    | Total                    | 693          | 100          | 29     | 6      |  |  |  |
| Abstention               | Abstention               | Abstention               | 3 121        | 81,83        |        |        |  |  |  |
| Inscrits / participation | Inscrits / participation | Inscrits / participation | 3 814        | 18,17        |        |        |  |  |  |

### Bischheim
- Maire sortant : Jean-Louis Hoerle (DVD)
- 33 sièges à pourvoir au conseil municipal (population légale 2017 : 17 093 habitants)
- 3 sièges à pourvoir au conseil communautaire (Eurométropole de Strasbourg )

| Tête de liste            | Tête de liste            | Liste                    | Premier tour | Premier tour | Deuxième tour | Deuxième tour | Sièges | Sièges |
| Tête de liste            | Tête de liste            | Liste                    | Voix         | %            | Voix          | %             | CM     | CC     |
| ------------------------ | ------------------------ | ------------------------ | ------------ | ------------ | ------------- | ------------- | ------ | ------ |
|                          | Jean-Louis Hoerle        | DVD                      | 1 212        | 45,87        | 1 307         | 50,77         | 25     | 2      |
|                          | Gérard Schann            | ECO                      | 812          | 30,73        | 918           | 35,66         | 6      | 1      |
|                          | Christèle Laforêt        | DVC                      | 366          | 13,85        | 349           | 13,55         | 2      | 0      |
|                          | Estelle Fraass/Hauss     | DVG                      | 252          | 9,53         |               |               | 0      | 0      |
|                          |                          |                          |              |              |               |               |        |        |
| Exprimés                 | Exprimés                 | Exprimés                 | 2 642        | 97,06        | 2 574         | 98,28         |        |        |
| Votes blancs             | Votes blancs             | Votes blancs             | 27           | 0,99         | 23            | 0,88          |        |        |
| Votes nuls               | Votes nuls               | Votes nuls               | 53           | 1,95         | 22            | 0,84          |        |        |
| Total                    | Total                    | Total                    | 2 722        | 100          | 2 619         | 100           | 33     | 3      |
| Abstention               | Abstention               | Abstention               | 6 309        | 69,86        | 6 416         | 71,01         |        |        |
| Inscrits / participation | Inscrits / participation | Inscrits / participation | 9 031        | 30,14        | 9 035         | 28,99         |        |        |

### Bischwiller
- Maire sortant : Jean-Lucien Netzer (DVC)
- 33 sièges à pourvoir au conseil municipal (population légale 2017 : 12 538 habitants)
- 8 sièges à pourvoir au conseil communautaire (CA de Haguenau)

|                          | Jean-Lucien Netzer       | DVC                      | 1 971 | 84,23 | 31 | 8 |  |  |
|                          | Michèle Grunder-Rubert   | ECO                      | 369   | 15,76 | 2  | 0 |  |  |
|                          |                          |                          |       |       |    |   |  |  |
| Exprimés                 | Exprimés                 | Exprimés                 | 2 340 | 96,42 |    |   |  |  |
| Votes blancs             | Votes blancs             | Votes blancs             | 37    | 1,52  |    |   |  |  |
| Votes nuls               | Votes nuls               | Votes nuls               | 50    | 2,06  |    |   |  |  |
| Total                    | Total                    | Total                    | 2 427 | 100   | 33 | 8 |  |  |
| Abstention               | Abstention               | Abstention               | 4 431 | 64,61 |    |   |  |  |
| Inscrits / participation | Inscrits / participation | Inscrits / participation | 6 858 | 35,39 |    |   |  |  |

### Brumath
- Maire sortant : Etienne Wolf (DVD)
- 29 sièges à pourvoir au conseil municipal (population légale 2017 : 9 986 habitants)
- 6 sièges à pourvoir au conseil communautaire (CA de Haguenau)

|                          | Etienne Wolf             | DVD                      | 1 626 | 57,70 | 23 | 5 |  |  |
|                          | Jean Obrecht             | Divers                   | 991   | 35,16 | 5  | 1 |  |  |
|                          | Jean-Michel Delaye       | DVG                      | 201   | 7,13  | 1  | 0 |  |  |
|                          |                          |                          |       |       |    |   |  |  |
| Exprimés                 | Exprimés                 | Exprimés                 | 2 818 | 97,37 |    |   |  |  |
| Votes blancs             | Votes blancs             | Votes blancs             | 38    | 1,31  |    |   |  |  |
| Votes nuls               | Votes nuls               | Votes nuls               | 38    | 1,31  |    |   |  |  |
| Total                    | Total                    | Total                    | 2 894 | 100   | 29 | 6 |  |  |
| Abstention               | Abstention               | Abstention               | 4 405 | 60,35 |    |   |  |  |
| Inscrits / participation | Inscrits / participation | Inscrits / participation | 7 299 | 39,65 |    |   |  |  |

### Drusenheim
- Maire sortant : Jacky Keller (DVD)
- 29 sièges à pourvoir au conseil municipal (population légale 2017 : 5 154 habitants)
- 6 sièges à pourvoir au conseil communautaire (CC du Pays Rhénan)

|                          | Jacky Keller             | DVD                      | 1 040 | 100,00 | 29 | 6 |  |  |
|                          |                          |                          |       |        |    |   |  |  |
| Exprimés                 | Exprimés                 | Exprimés                 | 1 040 | 85,67  |    |   |  |  |
| Votes blancs             | Votes blancs             | Votes blancs             | 73    | 6,01   |    |   |  |  |
| Votes nuls               | Votes nuls               | Votes nuls               | 101   | 8,32   |    |   |  |  |
| Total                    | Total                    | Total                    | 1 214 | 100    | 29 | 6 |  |  |
| Abstention               | Abstention               | Abstention               | 3 192 | 72,45  |    |   |  |  |
| Inscrits / participation | Inscrits / participation | Inscrits / participation | 4 406 | 27,55  |    |   |  |  |

### Eckbolsheim
- Maire sortant : André Lobstein (DVD)
- 29 sièges à pourvoir au conseil municipal (population légale 2017 : 6 857 habitants)
- 1 sièges à pourvoir au conseil communautaire (Eurométropole de Strasbourg )

|                          | André Lobstein           | DVD                      | 691   | 100,00 | 29 | 1 |  |  |
|                          |                          |                          |       |        |    |   |  |  |
| Exprimés                 | Exprimés                 | Exprimés                 | 691   | 82,56  |    |   |  |  |
| Votes blancs             | Votes blancs             | Votes blancs             | 103   | 12,31  |    |   |  |  |
| Votes nuls               | Votes nuls               | Votes nuls               | 43    | 5,14   |    |   |  |  |
| Total                    | Total                    | Total                    | 837   | 100    | 29 | 1 |  |  |
| Abstention               | Abstention               | Abstention               | 3 838 | 82,10  |    |   |  |  |
| Inscrits / participation | Inscrits / participation | Inscrits / participation | 4 675 | 17,90  |    |   |  |  |

### Erstein
- Maire sortant : Jean-Marc Willer (DVG)
- 33 sièges à pourvoir au conseil municipal (population légale 2017 : 10 630 habitants)
- 11 sièges à pourvoir au conseil communautaire (CC du Canton d'Erstein)

| Tête de liste            | Tête de liste            | Liste                    | Premier tour | Premier tour | Deuxième tour | Deuxième tour | Sièges | Sièges |
| Tête de liste            | Tête de liste            | Liste                    | Voix         | %            | Voix          | %             | CM     | CC     |
| ------------------------ | ------------------------ | ------------------------ | ------------ | ------------ | ------------- | ------------- | ------ | ------ |
|                          | Michel Andreu Sanchez    | DVC                      | 1 231        | 45,49        | 1 542         | 57,79         | 27     | 9      |
|                          | Patrick Kiefer           | DVC                      | 1 011        | 37,36        | 837           | 31,37         | 5      | 2      |
|                          | Kévin Diebold            | RN                       | 464          | 17,14        | 289           | 10,83         | 1      | 0      |
|                          |                          |                          |              |              |               |               |        |        |
| Exprimés                 | Exprimés                 | Exprimés                 | 2 706        | 96,85        | 2 668         | 97,94         |        |        |
| Votes blancs             | Votes blancs             | Votes blancs             | 47           | 1,68         | 29            | 1,06          |        |        |
| Votes nuls               | Votes nuls               | Votes nuls               | 41           | 1,47         | 27            | 0,99          |        |        |
| Total                    | Total                    | Total                    | 2 794        | 100          | 2 724         | 100           | 33     | 11     |
| Abstention               | Abstention               | Abstention               | 4 982        | 64,07        | 5 070         | 65,05         |        |        |
| Inscrits / participation | Inscrits / participation | Inscrits / participation | 7 776        | 35,93        | 7 794         | 34,95         |        |        |

### Eschau
- Maire sortant : Yves Sublon (DVD)
- 29 sièges à pourvoir au conseil municipal (population légale 2017 : 5 303 habitants)
- 1 sièges à pourvoir au conseil communautaire (Eurométropole de Strasbourg )

|                          | Yves Sublon              | DVD                      | 940   | 100,00 | 29 | 1 |  |  |
|                          |                          |                          |       |        |    |   |  |  |
| Exprimés                 | Exprimés                 | Exprimés                 | 940   | 89,61  |    |   |  |  |
| Votes blancs             | Votes blancs             | Votes blancs             | 45    | 4,29   |    |   |  |  |
| Votes nuls               | Votes nuls               | Votes nuls               | 64    | 6,10   |    |   |  |  |
| Total                    | Total                    | Total                    | 1 049 | 100    | 29 | 1 |  |  |
| Abstention               | Abstention               | Abstention               | 2 808 | 72,80  |    |   |  |  |
| Inscrits / participation | Inscrits / participation | Inscrits / participation | 3 857 | 27,20  |    |   |  |  |

### Fegersheim
- Maire sortant : Thierry Schaal (DVD)
- 29 sièges à pourvoir au conseil municipal (population légale 2017 : 5 737 habitants)
- 1 sièges à pourvoir au conseil communautaire (Eurométropole de Strasbourg )

|                          | Thierry Schaal           | DVD                      | 891   | 100,00 | 29 | 1 |  |  |
|                          |                          |                          |       |        |    |   |  |  |
| Exprimés                 | Exprimés                 | Exprimés                 | 891   | 86,67  |    |   |  |  |
| Votes blancs             | Votes blancs             | Votes blancs             | 71    | 6,91   |    |   |  |  |
| Votes nuls               | Votes nuls               | Votes nuls               | 66    | 6,42   |    |   |  |  |
| Total                    | Total                    | Total                    | 1 028 | 100    | 29 | 1 |  |  |
| Abstention               | Abstention               | Abstention               | 3 296 | 76,23  |    |   |  |  |
| Inscrits / participation | Inscrits / participation | Inscrits / participation | 4 324 | 23,77  |    |   |  |  |

### Geispolsheim
- Maire sortant : Sébastien Zaegel (UMP)
- 29 sièges à pourvoir au conseil municipal (population légale 2017 : 7 540 habitants)
- 1 sièges à pourvoir au conseil communautaire (Eurométropole de Strasbourg )

|                          | Jean-Michel Schaeffer    | DVD                      | 1 544 | 72,93 | 25 | 1 |  |  |
|                          | Jacques Fernique         | ECO                      | 573   | 27,06 | 4  | 0 |  |  |
|                          |                          |                          |       |       |    |   |  |  |
| Exprimés                 | Exprimés                 | Exprimés                 | 2 117 | 98,05 |    |   |  |  |
| Votes blancs             | Votes blancs             | Votes blancs             | 24    | 1,11  |    |   |  |  |
| Votes nuls               | Votes nuls               | Votes nuls               | 18    | 0,83  |    |   |  |  |
| Total                    | Total                    | Total                    | 2 159 | 100   | 29 | 1 |  |  |
| Abstention               | Abstention               | Abstention               | 3 394 | 61,12 |    |   |  |  |
| Inscrits / participation | Inscrits / participation | Inscrits / participation | 5 553 | 38,88 |    |   |  |  |

### Haguenau
- Maire sortant : Claude Sturni (DVD)
- 39 sièges à pourvoir au conseil municipal (population légale 2017 : 34 504 habitants)
- 23 sièges à pourvoir au conseil communautaire (CA de Haguenau)

|                          | Claude Sturni            | DVD                      | 4 379  | 65,71 | 33 | 20 |  |  |
|                          | Armand Marx              | Divers                   | 1 485  | 22,28 | 4  | 2  |  |  |
|                          | Patrick Muller           | RN                       | 800    | 12,00 | 2  | 1  |  |  |
|                          |                          |                          |        |       |    |    |  |  |
| Exprimés                 | Exprimés                 | Exprimés                 | 6 664  | 97,73 |    |    |  |  |
| Votes blancs             | Votes blancs             | Votes blancs             | 55     | 0,81  |    |    |  |  |
| Votes nuls               | Votes nuls               | Votes nuls               | 100    | 1,47  |    |    |  |  |
| Total                    | Total                    | Total                    | 6 819  | 100   | 39 | 23 |  |  |
| Abstention               | Abstention               | Abstention               | 16 388 | 70,62 |    |    |  |  |
| Inscrits / participation | Inscrits / participation | Inscrits / participation | 23 207 | 29,38 |    |    |  |  |

### Hœnheim
- Maire sortant : Vincent Debes (DVC)
- 33 sièges à pourvoir au conseil municipal (population légale 2017 : 11 215 habitants)
- 2 sièges à pourvoir au conseil communautaire (Eurométropole de Strasbourg )

|                          | Vincent Debes            | DVC                      | 1 965 | 100,00 | 33 | 2 |  |  |
|                          |                          |                          |       |        |    |   |  |  |
| Exprimés                 | Exprimés                 | Exprimés                 | 1 965 | 93,00  |    |   |  |  |
| Votes blancs             | Votes blancs             | Votes blancs             | 80    | 3,79   |    |   |  |  |
| Votes nuls               | Votes nuls               | Votes nuls               | 68    | 3,22   |    |   |  |  |
| Total                    | Total                    | Total                    | 2 113 | 100    | 33 | 2 |  |  |
| Abstention               | Abstention               | Abstention               | 5 658 | 72,81  |    |   |  |  |
| Inscrits / participation | Inscrits / participation | Inscrits / participation | 7 771 | 27,19  |    |   |  |  |

### Illkirch-Graffenstaden
- Maire sortant : Claude Froehly (DVG)
- 35 sièges à pourvoir au conseil municipal (population légale 2017 : 26 780 habitants)
- 6 sièges à pourvoir au conseil communautaire (Eurométropole de Strasbourg )

| Tête de liste            | Tête de liste            | Liste                    | Premier tour | Premier tour | Deuxième tour | Deuxième tour | Sièges | Sièges |
| Tête de liste            | Tête de liste            | Liste                    | Voix         | %            | Voix          | %             | CM     | CC     |
| ------------------------ | ------------------------ | ------------------------ | ------------ | ------------ | ------------- | ------------- | ------ | ------ |
|                          | Thibaud Philipps         | DVC                      | 1 650        | 27,36        | 2 500         | 39,70         | 25     | 5      |
|                          | Claude Froehly           | DVG                      | 1 873        | 31,06        | 2 173         | 34,51         | 6      | 1      |
|                          | Richard Hamm             | ECO                      | 710          | 11,77        | 2 173         | 34,51         | 6      | 1      |
|                          | Pascale Gendrault        | Divers                   | 1 084        | 17,97        | 1 142         | 18,13         | 3      | 0      |
|                          | Rémy Beaujeux            | DVD                      | 712          | 11,80        | 481           | 7,63          | 1      | 0      |
|                          |                          |                          |              |              |               |               |        |        |
| Exprimés                 | Exprimés                 | Exprimés                 | 6 029        | 97,70        | 6 296         | 98,41         |        |        |
| Votes blancs             | Votes blancs             | Votes blancs             | 71           | 1,15         | 57            | 0,89          |        |        |
| Votes nuls               | Votes nuls               | Votes nuls               | 71           | 1,15         | 45            | 0,70          |        |        |
| Total                    | Total                    | Total                    | 6 171        | 100          | 6 398         | 100           | 35     | 6      |
| Abstention               | Abstention               | Abstention               | 11 772       | 65,61        | 11 534        | 64,32         |        |        |
| Inscrits / participation | Inscrits / participation | Inscrits / participation | 17 943       | 34,39        | 17 932        | 35,68         |        |        |

### Lingolsheim
- Maire sortant : Yves Bur (UMP)
- 33 sièges à pourvoir au conseil municipal (population légale 2017 : 18 324 habitants)
- 4 sièges à pourvoir au conseil communautaire (Eurométropole de Strasbourg )

|                          | Catherine Graef-Eckert   | DVD                      | 1 738  | 54,02 | 26 | 3 |  |  |
|                          | Valérie Wackermann       | PS                       | 1 048  | 32,57 | 5  | 1 |  |  |
|                          | Xavier Dannel            | DVD                      | 431    | 13,39 | 2  | 0 |  |  |
|                          |                          |                          |        |       |    |   |  |  |
| Exprimés                 | Exprimés                 | Exprimés                 | 3 217  | 97,54 |    |   |  |  |
| Votes blancs             | Votes blancs             | Votes blancs             | 43     | 1,30  |    |   |  |  |
| Votes nuls               | Votes nuls               | Votes nuls               | 38     | 1,15  |    |   |  |  |
| Total                    | Total                    | Total                    | 3 298  | 100   | 33 | 4 |  |  |
| Abstention               | Abstention               | Abstention               | 8 703  | 72,52 |    |   |  |  |
| Inscrits / participation | Inscrits / participation | Inscrits / participation | 12 001 | 27,48 |    |   |  |  |

### Molsheim
- Maire sortant : Jean-Michel Weber (DVC)
- 29 sièges à pourvoir au conseil municipal (population légale 2017 : 9 312 habitants)
- 10 sièges à pourvoir au conseil communautaire (CC de la Région de Molsheim-Mutzig)

|                          | Laurent Furst            | DVD                      | 1 995 | 60,45 | 24 | 8  |  |  |
|                          | Jean-Michel Weber        | DVC                      | 1 305 | 39,54 | 5  | 2  |  |  |
|                          |                          |                          |       |       |    |    |  |  |
| Exprimés                 | Exprimés                 | Exprimés                 | 3 300 | 98,21 |    |    |  |  |
| Votes blancs             | Votes blancs             | Votes blancs             | 25    | 0,74  |    |    |  |  |
| Votes nuls               | Votes nuls               | Votes nuls               | 35    | 1,04  |    |    |  |  |
| Total                    | Total                    | Total                    | 3 360 | 100   | 29 | 10 |  |  |
| Abstention               | Abstention               | Abstention               | 2 837 | 45,78 |    |    |  |  |
| Inscrits / participation | Inscrits / participation | Inscrits / participation | 6 197 | 54,22 |    |    |  |  |

### Mutzig
- Maire sortant : Jean-Luc Schickele (DVD)
- 29 sièges à pourvoir au conseil municipal (population légale 2017 : 6 011 habitants)
- 6 sièges à pourvoir au conseil communautaire (CC de la Région de Molsheim-Mutzig)

| Tête de liste            | Tête de liste            | Liste                    | Premier tour | Premier tour | Deuxième tour | Deuxième tour | Sièges | Sièges |
| Tête de liste            | Tête de liste            | Liste                    | Voix         | %            | Voix          | %             | CM     | CC     |
| ------------------------ | ------------------------ | ------------------------ | ------------ | ------------ | ------------- | ------------- | ------ | ------ |
|                          | Jean-Luc Schickele       | DVD                      | 729          | 45,05        | 817           | 51,25         | 23     | 5      |
|                          | Claudio Fazio            | ECO                      | 523          | 32,32        | 580           | 36,38         | 5      | 1      |
|                          | Raymond Bernard          | DVD                      | 366          | 22,62        | 197           | 12,35         | 1      | 0      |
|                          |                          |                          |              |              |               |               |        |        |
| Exprimés                 | Exprimés                 | Exprimés                 | 1 618        | 96,71        | 1 594         | 98,09         |        |        |
| Votes blancs             | Votes blancs             | Votes blancs             | 28           | 1,67         | 16            | 0,98          |        |        |
| Votes nuls               | Votes nuls               | Votes nuls               | 27           | 1,61         | 15            | 0,92          |        |        |
| Total                    | Total                    | Total                    | 1 673        | 100          | 1 625         | 100           | 29     | 6      |
| Abstention               | Abstention               | Abstention               | 2 061        | 55,20        | 2 116         | 56,56         |        |        |
| Inscrits / participation | Inscrits / participation | Inscrits / participation | 3 734        | 44,80        | 3 741         | 43,44         |        |        |

### Oberhausbergen
- Maire sortant : Cécile Delattre- Van Hecke (DVD)
- 29 sièges à pourvoir au conseil municipal (population légale 2017 : 5 381 habitants)
- 1 sièges à pourvoir au conseil communautaire (Eurométropole de Strasbourg)

|                          | Cécile Delattre          | DVD                      | 862   | 56,41 | 23 | 1 |  |  |
|                          | Théo Klumpp              | DVD                      | 406   | 26,57 | 4  | 0 |  |  |
|                          | Jean-Marc Lotz           | DVD                      | 260   | 17,01 | 2  | 0 |  |  |
|                          |                          |                          |       |       |    |   |  |  |
| Exprimés                 | Exprimés                 | Exprimés                 | 1 528 | 98,77 |    |   |  |  |
| Votes blancs             | Votes blancs             | Votes blancs             | 10    | 0,65  |    |   |  |  |
| Votes nuls               | Votes nuls               | Votes nuls               | 9     | 0,58  |    |   |  |  |
| Total                    | Total                    | Total                    | 1 547 | 100   | 29 | 1 |  |  |
| Abstention               | Abstention               | Abstention               | 1 853 | 54,50 |    |   |  |  |
| Inscrits / participation | Inscrits / participation | Inscrits / participation | 3 400 | 45,50 |    |   |  |  |

### Obernai
- Maire sortant : Bernard Fischer (DVD)
- 33 sièges à pourvoir au conseil municipal (population légale 2017 : 11 279 habitants)
- 13 sièges à pourvoir au conseil communautaire (CC du Pays de Sainte-Odile)

|                          | Bernard Fischer          | DVD                      | 2 127 | 62,70 | 27 | 11 |  |  |
|                          | Catherine Edel-Laurent   | Divers                   | 1 265 | 37,29 | 6  | 2  |  |  |
|                          |                          |                          |       |       |    |    |  |  |
| Exprimés                 | Exprimés                 | Exprimés                 | 3 392 | 97,30 |    |    |  |  |
| Votes blancs             | Votes blancs             | Votes blancs             | 32    | 0,92  |    |    |  |  |
| Votes nuls               | Votes nuls               | Votes nuls               | 62    | 1,78  |    |    |  |  |
| Total                    | Total                    | Total                    | 3 486 | 100   | 33 | 13 |  |  |
| Abstention               | Abstention               | Abstention               | 5 691 | 62,01 |    |    |  |  |
| Inscrits / participation | Inscrits / participation | Inscrits / participation | 9 177 | 37,99 |    |    |  |  |

### Ostwald
- Maire sortant : Jean-Marie Beutel (DVG)
- 33 sièges à pourvoir au conseil municipal (population légale 2017 : 12 604 habitants)
- 2 sièges à pourvoir au conseil communautaire (Eurométropole de Strasbourg)

| Tête de liste            | Tête de liste            | Liste                    | Premier tour | Premier tour | Deuxième tour | Deuxième tour | Sièges | Sièges |
| Tête de liste            | Tête de liste            | Liste                    | Voix         | %            | Voix          | %             | CM     | CC     |
| ------------------------ | ------------------------ | ------------------------ | ------------ | ------------ | ------------- | ------------- | ------ | ------ |
|                          | Fabienne Baas            | DVG                      | 785          | 27,44        | 1 335         | 46,72         | 25     | 2      |
|                          | Vincent Florange         | DVD                      | 666          | 23,28        | 1 335         | 46,72         | 25     | 2      |
|                          | Jean-Marie Beutel        | DVG                      | 833          | 29,12        | 997           | 34,37         | 5      | 0      |
|                          | Claude Steinle           | DVD                      | 576          | 20,13        | 548           | 18,89         | 3      | 0      |
|                          |                          |                          |              |              |               |               |        |        |
| Exprimés                 | Exprimés                 | Exprimés                 | 2 860        | 97,25        | 2 900         | 97,48         |        |        |
| Votes blancs             | Votes blancs             | Votes blancs             | 38           | 1,29         | 32            | 1,08          |        |        |
| Votes nuls               | Votes nuls               | Votes nuls               | 43           | 1,46         | 43            | 1,45          |        |        |
| Total                    | Total                    | Total                    | 2 941        | 100          | 2 975         | 100           | 33     | 2      |
| Abstention               | Abstention               | Abstention               | 5 149        | 63,65        | 5 143         | 63,35         |        |        |
| Inscrits / participation | Inscrits / participation | Inscrits / participation | 8 090        | 36,35        | 8 118         | 36,65         |        |        |

### Val-de-Moder
- Maire sortant : Jean-Denis Enderlin (DVD)
- 33 sièges à pourvoir au conseil municipal (population légale 2017 : 5 096 habitants)
- 3 sièges à pourvoir au conseil communautaire (CA de Haguenau)

|                          | Jean-Denis Enderlin      | DVD                      | 767   | 100,00 | 33 | 3 |  |  |
|                          |                          |                          |       |        |    |   |  |  |
| Exprimés                 | Exprimés                 | Exprimés                 | 767   | 89,19  |    |   |  |  |
| Votes blancs             | Votes blancs             | Votes blancs             | 17    | 1,98   |    |   |  |  |
| Votes nuls               | Votes nuls               | Votes nuls               | 76    | 8,84   |    |   |  |  |
| Total                    | Total                    | Total                    | 860   | 100    | 33 | 3 |  |  |
| Abstention               | Abstention               | Abstention               | 2 773 | 76,33  |    |   |  |  |
| Inscrits / participation | Inscrits / participation | Inscrits / participation | 3 633 | 23,67  |    |   |  |  |

### Reichshoffen
- Maire sortant : Hubert Walter (DVD)
- 29 sièges à pourvoir au conseil municipal (population légale 2017 : 5 396 habitants)
- 8 sièges à pourvoir au conseil communautaire (CC du Pays de Niederbronn-les-Bains)

|                          | Hubert Walter            | DVD                      | 926   | 54,40 | 23 | 6 |  |  |
|                          | Jean-Yves Jung           | Divers                   | 465   | 27,32 | 4  | 1 |  |  |
|                          | Joseph Contino           | Divers                   | 311   | 18,27 | 2  | 1 |  |  |
|                          |                          |                          |       |       |    |   |  |  |
| Exprimés                 | Exprimés                 | Exprimés                 | 1 702 | 97,48 |    |   |  |  |
| Votes blancs             | Votes blancs             | Votes blancs             | 8     | 0,46  |    |   |  |  |
| Votes nuls               | Votes nuls               | Votes nuls               | 36    | 2,06  |    |   |  |  |
| Total                    | Total                    | Total                    | 1 746 | 100   | 29 | 8 |  |  |
| Abstention               | Abstention               | Abstention               | 2 250 | 56,31 |    |   |  |  |
| Inscrits / participation | Inscrits / participation | Inscrits / participation | 3 996 | 43,69 |    |   |  |  |

### Rosheim
- Maire sortant : Michel Herr (DVD)
- 29 sièges à pourvoir au conseil municipal (population légale 2017 : 5 149 habitants)
- 8 sièges à pourvoir au conseil communautaire (CC des Portes de Rosheim)

|                          | Michel Herr              | DVD                      | 1 141 | 60,43 | 24 | 7 |  |  |
|                          | Philippe Elsass          | ECO                      | 747   | 39,56 | 5  | 1 |  |  |
|                          |                          |                          |       |       |    |   |  |  |
| Exprimés                 | Exprimés                 | Exprimés                 | 1 888 | 98,03 |    |   |  |  |
| Votes blancs             | Votes blancs             | Votes blancs             | 13    | 0,67  |    |   |  |  |
| Votes nuls               | Votes nuls               | Votes nuls               | 25    | 1,30  |    |   |  |  |
| Total                    | Total                    | Total                    | 1 926 | 100   | 29 | 8 |  |  |
| Abstention               | Abstention               | Abstention               | 2 291 | 54,33 |    |   |  |  |
| Inscrits / participation | Inscrits / participation | Inscrits / participation | 4 217 | 45,67 |    |   |  |  |

### Saverne
- Maire sortant : Stéphane Leyenberger (DVD)
- 33 sièges à pourvoir au conseil municipal (population légale 2017 : 11 239 habitants)
- 17 sièges à pourvoir au conseil communautaire (CC du Pays de Saverne)

|                          | Stéphane Leyenberger     | DVD-LR-LC                | 1 800 | 64,79 | 28 | 14 |  |  |
|                          | Nadine Schnitzler        | DVD                      | 649   | 23,36 | 3  | 2  |  |  |
|                          | Laurence Wagner          | DVC                      | 329   | 11,84 | 2  | 1  |  |  |
|                          |                          |                          |       |       |    |    |  |  |
| Exprimés                 | Exprimés                 | Exprimés                 | 2 778 | 96,59 |    |    |  |  |
| Votes blancs             | Votes blancs             | Votes blancs             | 40    | 1,39  |    |    |  |  |
| Votes nuls               | Votes nuls               | Votes nuls               | 58    | 2,02  |    |    |  |  |
| Total                    | Total                    | Total                    | 2 876 | 100   | 33 | 17 |  |  |
| Abstention               | Abstention               | Abstention               | 4 846 | 62,76 |    |    |  |  |
| Inscrits / participation | Inscrits / participation | Inscrits / participation | 7 722 | 37,24 |    |    |  |  |

### Schiltigheim
- Maire sortant : Danielle Dambach (ECO)
- 39 sièges à pourvoir au conseil municipal (population légale 2017 : 31 894 habitants)
- 7 sièges à pourvoir au conseil communautaire (Eurométropole de Strasbourg)

|                          | Danielle Dambach         | ECO                      | 3 169  | 55,29 | 32 | 6 |  |  |
|                          | Christian Ball           | LR                       | 1 179  | 20,57 | 4  | 1 |  |  |
|                          | Hélène Hollederer        | REM                      | 746    | 13,01 | 2  | 0 |  |  |
|                          | Raphaël Rodrigues        | Divers                   | 329    | 5,74  | 1  | 0 |  |  |
|                          | Francis Guyot            | Divers                   | 197    | 3,43  | 0  | 0 |  |  |
|                          | Denise Grandmougin       | EG                       | 111    | 1,93  | 0  | 0 |  |  |
|                          |                          |                          |        |       |    |   |  |  |
| Exprimés                 | Exprimés                 | Exprimés                 | 5 731  | 97,10 |    |   |  |  |
| Votes blancs             | Votes blancs             | Votes blancs             | 57     | 0,97  |    |   |  |  |
| Votes nuls               | Votes nuls               | Votes nuls               | 114    | 1,93  |    |   |  |  |
| Total                    | Total                    | Total                    | 5 902  | 100   | 39 | 7 |  |  |
| Abstention               | Abstention               | Abstention               | 12 485 | 67,90 |    |   |  |  |
| Inscrits / participation | Inscrits / participation | Inscrits / participation | 18 387 | 32,10 |    |   |  |  |

### Sélestat
- Maire sortant : Marcel Bauer (DVD)
- 33 sièges à pourvoir au conseil municipal (population légale 2017 : 19 252 habitants)
- 21 sièges à pourvoir au conseil communautaire (CC de Sélestat)

| Tête de liste            | Tête de liste            | Liste                    | Premier tour | Premier tour | Deuxième tour | Deuxième tour | Sièges | Sièges |
| Tête de liste            | Tête de liste            | Liste                    | Voix         | %            | Voix          | %             | CM     | CC     |
| ------------------------ | ------------------------ | ------------------------ | ------------ | ------------ | ------------- | ------------- | ------ | ------ |
|                          | Marcel Bauer             | DVD                      | 1 969        | 36,66        | 2 355         | 41,25         | 24     | 15     |
|                          | Denis Digel              | DVC                      | 1 725        | 32,12        | 2 216         | 38,81         | 6      | 4      |
|                          | Caroline Reys            | EELV                     | 1 262        | 23,50        | 1 138         | 19,93         | 3      | 2      |
|                          | Jean-Marc Kastel-Koffel  | DVG                      | 414          | 7,70         |               |               | 0      | 0      |
|                          |                          |                          |              |              |               |               |        |        |
| Exprimés                 | Exprimés                 | Exprimés                 | 5 370        | 96,70        | 5 709         | 97,37         |        |        |
| Votes blancs             | Votes blancs             | Votes blancs             | 47           | 0,85         | 70            | 1,19          |        |        |
| Votes nuls               | Votes nuls               | Votes nuls               | 136          | 2,45         | 84            | 1,43          |        |        |
| Total                    | Total                    | Total                    | 5 553        | 100          | 5 863         | 100           | 33     | 21     |
| Abstention               | Abstention               | Abstention               | 8 438        | 60,31        | 8 116         | 58,06         |        |        |
| Inscrits / participation | Inscrits / participation | Inscrits / participation | 13 991       | 39,69        | 13 979        | 41,94         |        |        |

### Souffelweyersheim
- Maire sortant : Pierre Perrin (DVD)
- 29 sièges à pourvoir au conseil municipal (population légale 2017 : 8 001 habitants)
- 1 sièges à pourvoir au conseil communautaire (Eurométropole de Strasbourg)

|                          | Pierre Perrin            | DVD                      | 1 676 | 86,57 | 27 | 1 |  |  |
|                          | Odile Ngo Yanga          | Divers                   | 260   | 13,42 | 2  | 0 |  |  |
|                          |                          |                          |       |       |    |   |  |  |
| Exprimés                 | Exprimés                 | Exprimés                 | 1 936 | 97,24 |    |   |  |  |
| Votes blancs             | Votes blancs             | Votes blancs             | 30    | 1,51  |    |   |  |  |
| Votes nuls               | Votes nuls               | Votes nuls               | 25    | 1,26  |    |   |  |  |
| Total                    | Total                    | Total                    | 1 991 | 100   | 29 | 1 |  |  |
| Abstention               | Abstention               | Abstention               | 3 517 | 63,85 |    |   |  |  |
| Inscrits / participation | Inscrits / participation | Inscrits / participation | 5 508 | 36,15 |    |   |  |  |

### Strasbourg
- Maire sortant : Roland Ries (DVG)
- 65 sièges à pourvoir au conseil municipal (population légale 2017 : 280 966 habitants)
- 49 sièges à pourvoir au conseil communautaire (Eurométropole de Strasbourg)

|                                                                |                          |                               |              |              |             |             |        |        |  |
| Tête de liste                                                  | Tête de liste            | Liste                         | Premier tour | Premier tour | Second tour | Second tour | Sièges | Sièges |  |
| Tête de liste                                                  | Tête de liste            | Liste                         | Voix         | %            | Voix        | %           | CM     | EMS    |  |
|                                                                | Jeanne Barseghian        | EÉLV - PCF                    | 13 532       | 27,87        | 21 592      | 41,70       | 47     | 35     |  |
| Strasbourg écologiste & citoyenne                              |                          |                               | 13 532       | 27,87        | 21 592      | 41,70       | 47     | 35     |  |
|                                                                | Alain Fontanel           | LREM - Agir - MR - MoDem - LC | 9 642        | 19,86        | 18 099      | 34,95       | 11     | 8      |  |
| 100 % Strasbourg                                               |                          |                               | 9 642        | 19,86        | 18 099      | 34,95       | 11     | 8      |  |
|                                                                | Jean-Philippe Vetter     | LR - SL - LC - UDI            | 8 868        | 18,26        | 18 099      | 34,95       | 11     | 8      |  |
| Un nouveau souffle pour Strasbourg (LR - Les Centristes - UDI) |                          |                               | 8 868        | 18,26        | 18 099      | 34,95       | 11     | 8      |  |
|                                                                | Catherine Trautmann      | PS - PRG - AE                 | 9 601        | 19,77        | 12 080      | 23,33       | 7      | 6      |  |
| Faire ensemble Strasbourg                                      |                          |                               | 9 601        | 19,77        | 12 080      | 23,33       | 7      | 6      |  |
|                                                                | Hombeline du Parc        | RN                            | 3 044        | 6,27         |             |             |        |        |  |
| Rassemblement pour Strasbourg                                  |                          |                               | 3 044        | 6,27         |             |             |        |        |  |
|                                                                | Kevin Loquais            | LFI - G.s - REV - Peps        | 1 452        | 2,99         |             |             |        |        |  |
| Strasbourg en commun                                           |                          |                               | 1 452        | 2,99         |             |             |        |        |  |
|                                                                | Chantal Cutajar          | SE - UL                       | 1 058        | 2,17         |             |             |        |        |  |
| Citoyens engagés                                               |                          |                               | 1 058        | 2,17         |             |             |        |        |  |
| Patrick Arbogast                                               | SE                       | 583                           | 1,20         |              |             |             |        |        |  |
| Égalité active                                                 |                          | 583                           | 1,20         |              |             |             |        |        |  |
|                                                                | Clément Soubise          | NPA                           | 399          | 0,82         |             |             |        |        |  |
| Strasbourg anticapitaliste et révolutionnaire                  |                          |                               | 399          | 0,82         |             |             |        |        |  |
| Louise Fève                                                    | LO                       | 212                           | 0,43         |              |             |             |        |        |  |
| Lutte ouvrière – Faire entendre le camp des travailleurs       |                          | 212                           | 0,43         |              |             |             |        |        |  |
| Mathieu Le Tallec                                              | POID                     | 149                           | 0,30         |              |             |             |        |        |  |
| Strasbourg 100 % services publics                              |                          | 149                           | 0,30         |              |             |             |        |        |  |
|                                                                |                          |                               |              |              |             |             |        |        |  |
| Votes valides                                                  | Votes valides            | Votes valides                 | 48 540       | 98,34        | 51 771      | 98,32       |        |        |  |
| Votes blancs                                                   | Votes blancs             | Votes blancs                  | 284          | 0,58         | 502         | 0,95        |        |        |  |
| Votes nuls                                                     | Votes nuls               | Votes nuls                    | 537          | 1,09         | 380         | 0,72        |        |        |  |
| Total                                                          | Total                    | Total                         | 49 361       | 100          | 52 653      | 100         | 65     | 49     |  |
| Abstention                                                     | Abstention               | Abstention                    | 94 239       | 65,63        | 90 985      | 63,34       |        |        |  |
| Inscrits / participation                                       | Inscrits / participation | Inscrits / participation      | 143 600      | 34,37        | 143 638     | 36,66       |        |        |  |

### Vendenheim
- Maire sortant : Philippe Pfrimmer (DVD)
- 29 sièges à pourvoir au conseil municipal (population légale 2017 : 5 664 habitants)
- 1 sièges à pourvoir au conseil communautaire (Eurométropole de Strasbourg )

|                          | Philippe Pfrimmer        | DVD                      | 1 100 | 100,00 | 29 | 1 |  |  |
|                          |                          |                          |       |        |    |   |  |  |
| Exprimés                 | Exprimés                 | Exprimés                 | 1 100 | 89,07  |    |   |  |  |
| Votes blancs             | Votes blancs             | Votes blancs             | 75    | 6,07   |    |   |  |  |
| Votes nuls               | Votes nuls               | Votes nuls               | 60    | 4,86   |    |   |  |  |
| Total                    | Total                    | Total                    | 1 235 | 100    | 29 | 1 |  |  |
| Abstention               | Abstention               | Abstention               | 3 379 | 73,23  |    |   |  |  |
| Inscrits / participation | Inscrits / participation | Inscrits / participation | 4 614 | 26,77  |    |   |  |  |

### La Wantzenau
- Maire sortant : Patrick Depyl (DVD)
- 29 sièges à pourvoir au conseil municipal (population légale 2017 : 5 841 habitants)
- 1 sièges à pourvoir au conseil communautaire (Eurométropole de Strasbourg)

|                          | Michèle Kannengieser     | DVD                      | 1 395 | 55,51 | 23 | 1 |  |  |
|                          | Patrick Depyl            | DVD                      | 701   | 27,89 | 4  | 0 |  |  |
|                          | Martial Schillinger      | DVD                      | 417   | 16,59 | 2  | 0 |  |  |
|                          |                          |                          |       |       |    |   |  |  |
| Exprimés                 | Exprimés                 | Exprimés                 | 2 513 | 98,39 |    |   |  |  |
| Votes blancs             | Votes blancs             | Votes blancs             | 26    | 1,02  |    |   |  |  |
| Votes nuls               | Votes nuls               | Votes nuls               | 15    | 0,59  |    |   |  |  |
| Total                    | Total                    | Total                    | 2 554 | 100   | 29 | 1 |  |  |
| Abstention               | Abstention               | Abstention               | 2 324 | 47,64 |    |   |  |  |
| Inscrits / participation | Inscrits / participation | Inscrits / participation | 4 878 | 52,36 |    |   |  |  |

### Wasselonne
- Maire sortant : Michèle Eschlimann (DVD)
- 29 sièges à pourvoir au conseil municipal (population légale 2017 : 5 652 habitants)
- 10 sièges à pourvoir au conseil communautaire (CC de la Mossig et du Vignoble)

|                          | Michèle Eschlimann       | DVD                      | 1 103 | 57,38 | 23 | 8  |  |  |
|                          | Philippe Schnitzler      | DVC                      | 819   | 42,61 | 6  | 2  |  |  |
|                          |                          |                          |       |       |    |    |  |  |
| Exprimés                 | Exprimés                 | Exprimés                 | 1 922 | 97,46 |    |    |  |  |
| Votes blancs             | Votes blancs             | Votes blancs             | 21    | 1,06  |    |    |  |  |
| Votes nuls               | Votes nuls               | Votes nuls               | 29    | 1,47  |    |    |  |  |
| Total                    | Total                    | Total                    | 1 972 | 100   | 29 | 10 |  |  |
| Abstention               | Abstention               | Abstention               | 2 183 | 52,54 |    |    |  |  |
| Inscrits / participation | Inscrits / participation | Inscrits / participation | 4 155 | 47,46 |    |    |  |  |

### Wissembourg
- Maire sortant : Christian Gliech (DVC)
- 29 sièges à pourvoir au conseil municipal (population légale 2017 : 7 537 habitants)
- 15 sièges à pourvoir au conseil communautaire (CC du Pays de Wissembourg)

| Tête de liste            | Tête de liste            | Liste                    | Premier tour | Premier tour | Deuxième tour | Deuxième tour | Sièges | Sièges |
| Tête de liste            | Tête de liste            | Liste                    | Voix         | %            | Voix          | %             | CM     | CC     |
| ------------------------ | ------------------------ | ------------------------ | ------------ | ------------ | ------------- | ------------- | ------ | ------ |
|                          | Sandra Fischer-Junck     | Divers                   | 1 297        | 47,26        | 1 867         | 60,97         | 24     | 13     |
|                          | Christian Gliech         | DVC                      | 834          | 30,39        | 1 195         | 39,02         | 5      | 2      |
|                          | André Krieger            | DVD                      | 613          | 22,33        | Retrait       | Retrait       | 0      | 0      |
|                          |                          |                          |              |              |               |               |        |        |
| Exprimés                 | Exprimés                 | Exprimés                 | 2 744        | 96,93        | 3 062         | 96,29         |        |        |
| Votes blancs             | Votes blancs             | Votes blancs             | 27           | 0,95         | 71            | 2,23          |        |        |
| Votes nuls               | Votes nuls               | Votes nuls               | 60           | 2,12         | 47            | 1,48          |        |        |
| Total                    | Total                    | Total                    | 2 831        | 100          | 3 180         | 100           | 29     | 15     |
| Abstention               | Abstention               | Abstention               | 2 916        | 50,74        | 2 561         | 44,61         |        |        |
| Inscrits / participation | Inscrits / participation | Inscrits / participation | 5 747        | 49,26        | 5 741         | 55,39         |        |        |